# Boulevard Gambetta (Rouen)
Pour les articles homonymes, voir Boulevard Gambetta.
Le boulevard Gambetta est une des principales artères de Rouen.

## Situation et accès
Il est situé rive droite, entre le quai de Paris et la place Saint-Hilaire.

### Rues adjacentes
- Rue Eau-de-Robec
- Impasse Gaumont
- Rocade Nord-Est
- Rue d'Amiens
- Route de Lyons-la-Forêt
- Rue du Faubourg-Martainville
- Rue du Champ-de-Mars
- Rue Martainville
- Rue Robert-Schuman
- Esplanade du Champ-de-Mars
- Rue de Fontenay

## Origine du nom
Elle doit son nom actuel à Léon Gambetta (1838-1882), homme politique, membre du gouvernement de la défense nationale en 1870, président du Conseil.

## Historique
Cette voie a été ouverte sur les fortifications de la ville sous le nom de « boulevard de la Nitrière », de « boulevard de la Liberté » durant la Révolution, puis de « boulevard du Champ-de-Mars » avant de prendre sa dénomination actuelle avant la fin du XIXe siècle.

## Bâtiments remarquables et lieux de mémoire
- L'ancienne caserne Jeanne d'Arc, siège du conseil régional de Haute-Normandie jusqu'en 2015 ;
- L'ancienne piscine Gambetta, construite de 1933 à 1935 et démolie en 1991.
- Actuellement l'hôpital Charles-Nicolle